# De Verdieping van Nederland

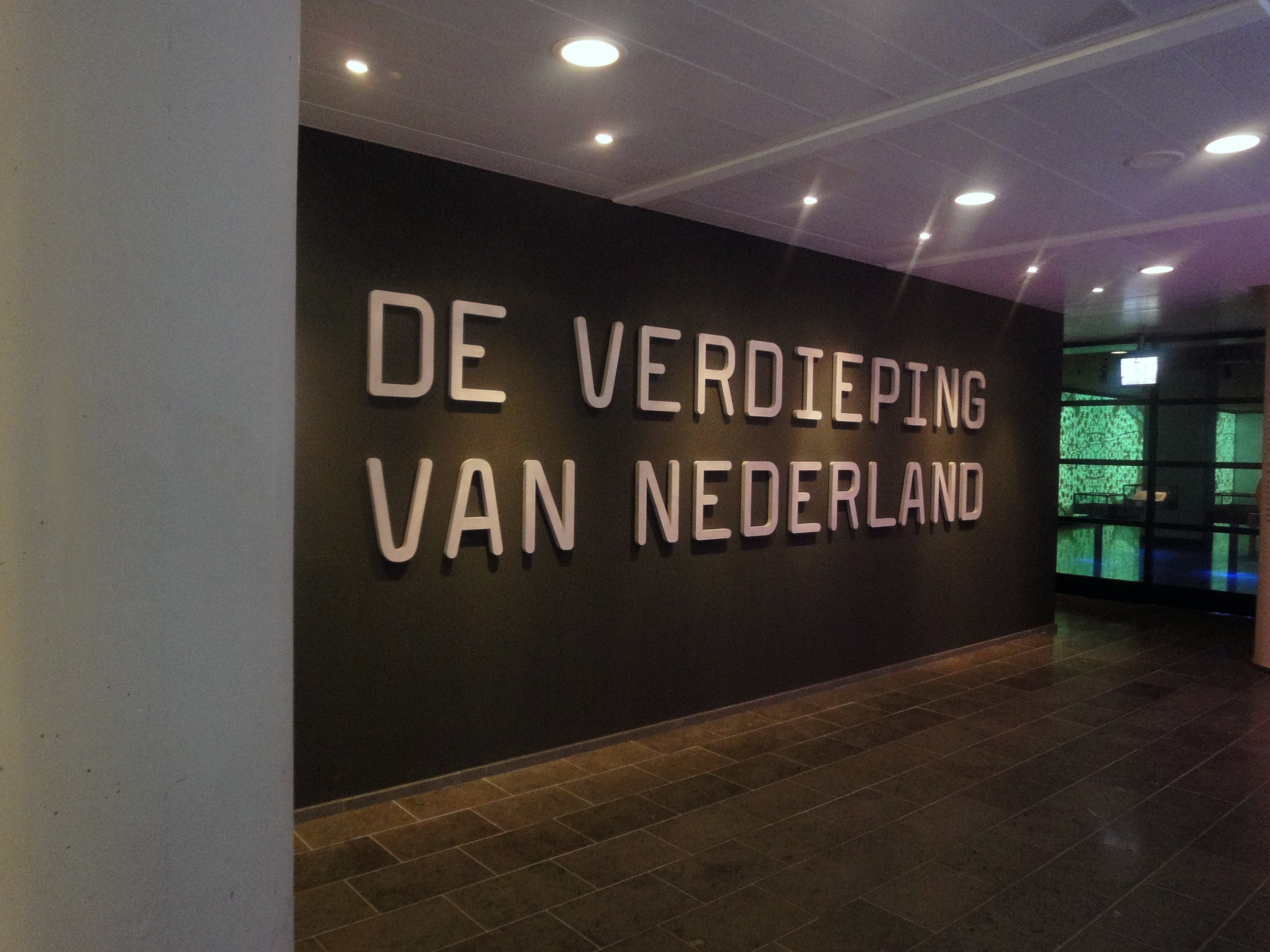
De Verdieping van Nederland binnen de Koninklijke Bibliotheek

De Verdieping van Nederland was de gezamenlijke tentoonstellingsruimte van de Koninklijke Bibliotheek (Nederland) (KB) en het Nationaal Archief te Den Haag. De permanente tentoonstelling liet topstukken zien uit de collecties van de twee instellingen. De inhoud veranderde iedere drie maanden. Het verdrag van de Vrede van Münster was het enige stuk dat permanent te zien was.

## Tijdelijke tentoonstellingen
De Koninklijke Bibliotheek en het Nationaal Archief organiseerden regelmatig tijdelijke tentoonstellingen bij De Verdieping van Nederland. In het verleden zijn tentoonstellingen georganiseerd over de historische roman, gerepatrieerde Nederlanders uit het voormalig Nederlands-Indië, persfoto's uit de jaren zestig, en bijzondere Franse kunstboeken.

## Einde
De Verdieping van Nederland kwam ten einde toen het Nationaal Archief in oktober 2013 een eigen tentoonstellingsruimte opende onder de titel Het Geheugenpaleis. De ruimte van De Verdieping van Nederland wordt nu door de Koninklijke Bibliotheek gevuld als een permanente expositie van topstukken.